# Listă a drumurilor romane
Prezenta listă oferă o imagine a rețelei de drumuri a Imperiului Roman, una dintre cele mai impresionante realizări inginerești ale lumii antice. La apogeu, imperiul deținea circa 400.000 km de drumuri, din care peste 80.000 km erau pietruite.

## Peninsula Italică
- Via Aemilia (harta)  - (187 î.Hr.) de la Rimini (Ariminum), spre Cesena, Bologna, Piacenza (Placentia) și MVie Aemilia, Aemilia Scaura, Appia, Aurelia, Cassia, Flaminia, Salaria, Popilia, Valeria, Pompeiailano (Mediolanum), azi SS 9.

Vie Aemilia, Aemilia Scaura, Appia, Aurelia, Cassia, Flaminia, Salaria, Popilia, Valeria, Pompeia

- Via Aemilia Scauri (harta) - (109 î.Hr.) prelungire a via Aurelia, de la Pisa, spre Genova.
- Via Amerina (harta) - Lega Roma de Ameria (Amelia) și continua către Todi în Umbria.
- Via Anicia - Lega Roma de Reate (Rieti) și continua către Interamna Nahars (Terni).
- Via Appia (harta) -  (312 î.Hr.), astăzi Via Appia Antica, de la Roma spre Terracina, Capua, Benevento (Beneventum), Taranto (Tarantum) și Brindisi (Brundisium), azi aproximativ SS 7.
- Via Aquillia (harta) - Lega Clusium (Chiusi) de Florența, trecând prin valea râului Arno.

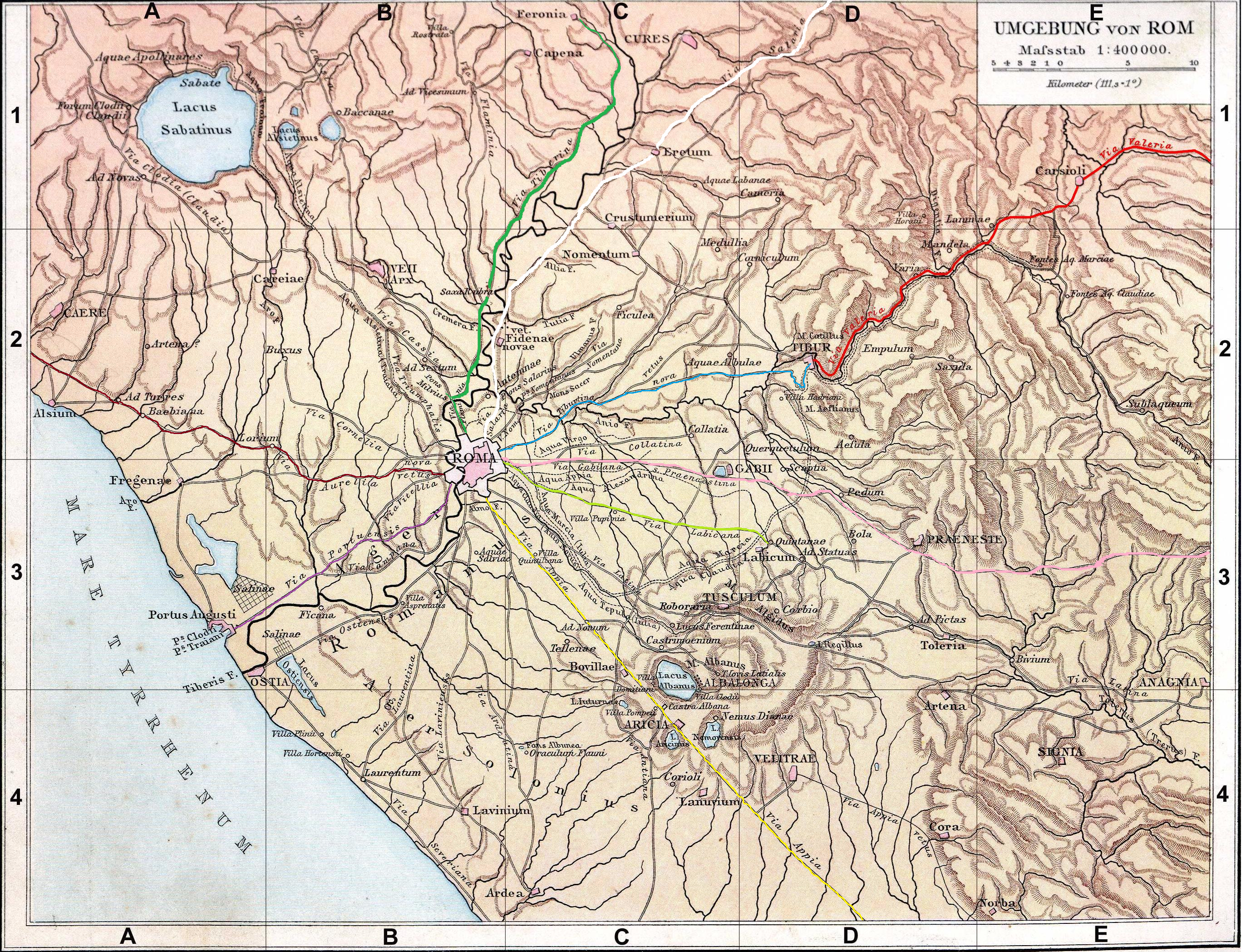
Via Cassia, Via Tiberina, Via Salaria, Via Tiburtina, Via Valeria, Via Gabiana, Via Labicana, Via Latina, Via Appia, Via Ardeatina, Via Ostensis, Via Portuensis, Via Aurelia, Via Cornelia, Via Triumphalis, Via Traiana

- Via Augusta Pretoria (harta) - Lega Augusta Praetoria (Aosta) de Mediolanum (Milano), traversând Alpii.
- Via Aurelia (harta) - (241 î.Hr.) de la Roma spre Pisa și Lucca, mai târziu spre Genova, Savona, Ventimiglia și Galia romană, azi SS 1.
- Via Bracara Asturicam (harta) - Lega Bracara Augusta (Braga) de Asturica Augusta (Astorga), traversând nord-vestul Peninsulei Iberice.
- Via Campana (harta) - Lega Roma de Cumae, pe coasta de vest a Italiei.
- Via Cassia (harta) -  (171 î.Hr.) de la Roma (ramură a via Flaminia) spre Etruria, Arezzo (Aretium), Florența (Florentia), Pistoia, Lucca și Pisa (se unește cu via Aurelia).
- Via Claudia Augusta (harta) - Lega Altinum (Altino) de Augusta Vindelicorum (Augsburg), traversând Alpii.
- Via Claudia Nova (harta) - Lega Amiternum (L'Aquila) de Alba Fucens în Abruzzo.
- Via Clodia (harta) - Lega Roma de Florența, trecând prin Veii și Tusculum.
- Via Corsica (harta) - Lega Genua (Genova) de Luni și continuă către Corsica printr-un traseu maritim.
- Via Decia (harta) - Lega Mediolanum (Milano) de Ticinum (Pavia) și continuă către Placentia (Piacenza).
- Via Delapidata (harta) - Lega Roma de Mutina (Modena) printr-un traseu alpin.
- Via Domiziana (harta) - Lega Roma de Neapolis (Napoli) prin litoralul campanian.
- Via Emilia (harta) - Lega Rimini de Piacenza, traversând Emilia-Romagna.
- Via Fenollentis (harta) - Lega Massalia (Marsilia) de Forum Julii (Fréjus) în Gallia Narbonensis.
- Via Flaminia (harta) - (220 î.Hr.) de Roma spre Narni (Narnia), Fano (Fanum Fortunae) sau Rimini (Ariminum), azi SS 3.
- Via Flavia (harta) - Lega Tergeste (Trieste) de Pola (Pula) în Istria.
- Via Gallica (harta) - Lega Mediolanum (Milano) de Verona și continuă către Aquileia.
- Via Gemina (harta) - Lega Emerita Augusta (Mérida) de Bracara Augusta (Braga) în Hispania
- Via Imperii (harta) - Lega Roma de Mediolanum (Milano) și continuă către Augusta Vindelicorum (Augsburg).
- Via Julia Augusta (harta) - Lega Genua (Genova) de Arles, traversând sudul Galiei.
- Via Labicana (harta) - Lega Roma de Labici (actuala Lanuvio) și continuă către Praeneste (Palestrina).
- Via Latina (harta) – Conecta Roma trecând prin Valea Sacra și Monti Prenestini si în final contopindu-se cu Via Appia.
- Via Mala (harta) – Lega Curia (Coira) de Augusta Vindelicorum (Augsburg), trecând prin Alpii elvețieni.
- Via Nomentana (harta) – Lega Roma de Nomentum (Mentana) și continuă către Eretum.
- Via Nova (Via XVIII) - înitinerarul Antonin (Geira) leaga orasele Bracara Augusta (azi Braga) si Asturica Augusta (azi Astorga)
- Via Ostiensis (harta) – Lega Roma de Ostia, portul principal al Romei la Marea Tireniană.
- Via Popilia (harta) - (132 î.Hr.) de la Capua, spre Nocera (Nuceria), Cosenza (Cosentia), Vibo Valentia, Reggio di Calabria (Rhegium).
- Via Pompeia (harta) - Lega Massalia (Marsilia) de Arelate (Arles) în Gallia Narbonensis.
- Via Portuensis (harta) – Lega Roma de Portus, la gura râului Tibru, în apropiere de Ostia
- Via Praenestina (harta) – Lega Roma de Praeneste (Palestrina) și continuă către sud-est, conectând Roma cu zonele centrale ale Italiei.
- Via Postumia (harta)– Lega Genua (Genova) de Aquileia, traversând nordul Italiei.
- Via Regia / Via Traiana Nova (harta) - Lega Roma de Castrum Novum (Cerveteri) și continuă către Apulia, în sudul Italiei, traversând diverse regiuni.
- Via Regia Lusatiae Superioris (harta) - Lega Brixia (Brescia) de Sorbica (în apropiere de orașul modern Görlitz), traversând regiunea Lusatia în Germania.
- Via Salaria (harta) - de la Roma spre Ascoli Piceno și Porto d´Ascoli, azi SS 4.
- Via Severiana (harta) – Lega Roma de Forum Iulii (Fréjus) și continuă către Cartago (Cartagina) în nordul Africii, fiind un important drum care traversa provincia Africa.
- Via Tiburtina (harta) - Lega Roma de Tivoli iar apoi către Pescara pe coasta Adriatică
- Via Traiana (harta) - O extensie pentru Via Appia ce asigura o legătura mai directa cu Brindisi.
- Via Valeria (harta) – Lega Roma de Pescara pe coasta Adriatică, trecând prin Tivoli și Popoli.

|  |  |  |
|  |  |  |

## Dacia(Romania)
Lista drumurilor romane din România
|  |  |  |
|  |  |  |

## Tracia(Bulgaria)
- Via Egnatia (harta) – Drum principal din Dyrrachium (astăzi Durrës în Albania), la Marea Adriatică, cu Byzantium (Istanbulul modern), conectând cele doua jumătăți ale Imperiului Roman de Apus si de Răsărit.
- Via Pontica (harta) – drum roman din care lega Bosforul și Dunărea

|  |  |
|  |  |

## Macedonia(Grecia)
- Via Sacra (harta) - Drumul misterelor din Eleusis, drum ce conecta Atena de Eleusina
- Via Militaris (harta) - Drum militar conectând peninsula Balcanică cu Asia Minor.

## Anatolia(Turcia)
- Via Sebaste (harta) - Conecta Pisidian, Antioch de alte orașe importante din Asia Minor.
- Via Tauri (harta) - Se desfășura prin Muntii Taurus, conectând Cilicia de interiorul Asiei Minor.

## Britannia(Anglia)

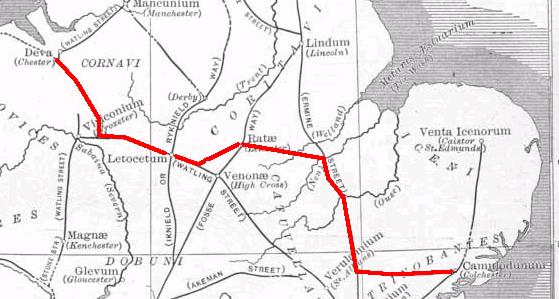
Via Devana

- Strada Watling (harta) - Drum major de la Dover prin Londra la Wroxeter.
- Drumul Fosse (harta) - Conecta Anglia în diagonala de la Exeter la Lincoln.
- Strada Ermine (harta) - Conecta Londra de York.
- Strada Stane (harta) - Conecta Londra de Chichester.
- Via Devana (harta) - Conecta Colchester în S-E, prin Cambridge în interior, cu Chester în N-V
- Via Devana (harta) - Lega Londinium (Londra) de Camulodunum (Colchester) în Britannia.

## Galia(Franța)

- Via Agrippa (harta) – Numită după generalul Marcus Vipsanius Agrippa, este o rețea de drumuri radiind din Lugdunum (Lyon), către alte regiuni ale Galiei. (Arles, Cologne, Boulogne, Saintes)
- Via Aquitania (harta) - conecta colonia Narbo Martius (Narbonne) de pe coasta Mediterana, de Burdigala (Bordeaux) pe coasta Atlanticului
- Via Belgica (harta) -
- Via Confluentana (harta) - Lega Confluentes (Koblenz) de Augusta Treverorum (Trier) în provincia Gallia Belgica.
- Via Domitia (harta) – Primul drum roman construit în Galia, legând Italia de Spania pe coasta de sud a Franței

- Via Asturica Burdigalam (harta) - Lega Asturica Augusta (Astorga) de Burdigala (Bordeaux) în nord-vestul Peninsulei Iberice.
- Voie des Alpes (harta) - Acest drum este asociat cu Via Domitia sau bucăți de pe Via Augusta cum trece peste Alpi, dar numele specific depinzând de ruta exactă. Drumurile romane peste Alpi deseori aveau nume locale, dar erau în general considerate ca parte din rutele mari.
- Voie Langres-Metz (harta) - face parte din rețeaua Via Agrippa, construită în perioada Augustana, făcând legătura între Andematunnum (Langres) to Divodurum Mediomatricorum (Metz).
- Voie Vienne-Aoste (harta) -
- Via di Antonino (degli Elvii) (harta) -
- Via Vallespiri (harta) - Lega Arelate (Arles) de Nemausus (Nîmes) și continuă prin regiunea Provence în sudul Franței.

## Hispania (Spania)
- Via Augusta (harta) – cel mai lung drum Roman in Spania, din Pirinei către Cádiz, de-a lungul coastei Mediteraneene.
- Via de la Plata (harta) - Drum roman major N-S în vestul Spaniei, conectând Mérida de Astorga.
- Via Domitia (harta) - vezi Galia
- Via Lusitanorum (harta) – Lega Emerita Augusta (Mérida) de Olisipo (Lisabona) în Lusitania.

|  |  |
|  |  |

## Orientul Apropiat
- Strata Diocletiana (harta) - Lega Antiochia de Emesa (Homs) în provincia Siria.
- Via Regis (harta) - Drumul Regilor era deja în folosința din antichitate; când romanii luat în stăpânire regiunea, ei au îmbunătățit si and menținut diferite drumuri din zona
- Via Maris (harta) – Veche ruta comerciala, legând Egiptul de Siria, folosit si menținut de Romani.
- Via Traiana Nova (harta) – Lega Bostra (Iordania moderna) de Aqaba, portul din Marea Roșie

|  |
|  |

## Africa
- Via Hadriana (harta)– Construit în Egipt, conectând Antinopolis de Marea Roșie.